# Ja'far al-Sadiq
Imam Ja'far ibn Muḥammad AS-Sadiq (tiếng Ả Rập: جَعْفَرُ بْنُ مُحَمَّدٍ ٱلصَّادِقُ ‎ 700 hoặc 702-765), thường được gọi là Imam Ja'far al-Ṣādiq hoặc as-Sadiq (Người đáng tin), là một học giả Hồi giáo thế kỷ thứ 8. Ông là một Imam và người sáng lập trường phái luật học Ja'fari của Imamiyyah và Hồi giáo Shi'as Isma'ili, và là một nhân vật chính trong các trường phái luật học Sunni của Hanafi và Maliki. Ông là hậu duệ của Caliph Ali và Fatimah bint Muhammad bên cạnh cha mình, Muhammad al-Baqir, và của Abu Bakr as-Siddiq thông qua Muhammad ibn Abu Bakr phía bên mẹ của gia đình ông, Umm Farwah bint al-Qasim. Muhammad ibn Abi Bakr được Ali nuôi dưỡng, nhưng không phải là con trai ông. Ali thường nói: "Muhammad Ibn Abu Bakr là con trai tôi nhưng thuộc dòng dõi của Abu Bakr". Al-Sadiq là Imam thứ 6 cho Twelvers, được đa số người Shi'a công nhận là Imam, và được tôn sùng trong Hồi giáo Sunni như một người truyền bá Hadith, do đó ông là một luật sư nổi tiếng, và là một nhà huyền môn đối với Sufi giáo. Mặc dù có nhiều đóng góp trong một số giáo phái tôn giáo, nhưng không có tác phẩm nào do chính Ja'far chấp bút còn lại cho đến ngày nay.
Al-Sadiq được sinh ra vào năm 700 hoặc 702. Ông được thừa hưởng cương vị imam từ cha mình ở tuổi ba mươi. Là một Shi'a Imam, al-Sadiq đứng ngoài các cuộc xung đột chính trị trong khu vực, trốn tránh nhiều yêu cầu hỗ trợ mà ông nhận được từ phiến quân. Ông là nạn nhân của một số vụ quấy rối của caliph Abbasid, và cuối cùng, theo người Hồi giáo Shi'a, ông bị đầu độc theo lệnh của Caliph Al-Mansur. Ngoài mối liên hệ với các trường phái luật học Sunni của Sunni, ông còn là một nhân vật quan trọng trong việc xây dựng học thuyết Shia. Các truyền thống được ghi lại từ al-Sadiq được cho là nhiều hơn so với tất cả các hadith được ghi lại từ tất cả các imam Shia khác cộng lại. Là người sáng lập ra luật học Ja'fari, al-Sadiq cũng xây dựng học thuyết về Nass (sự chỉ định linh thiêng của từng imam bởi các imam trước đó) và Ismah (tính không thể sai lầm của các imam), cũng như của Taqiyyah.
Câu hỏi về sự kế vị sau cái chết của al-Sadiq là nguyên nhân của sự chia rẽ giữa những người theo Hồi giáo Shi'a, vốn coi con trai cả của mình, Isma'il (người đã chết trước cha mình) là Imam tiếp theo, và những người tin rằng con trai thứ ba của ông là Musa al-Kadhim mới là imam. Nhóm đầu tiên được gọi là Ismailis và nhóm thứ hai, lớn hơn, được đặt tên là Ja'fari hoặc Twelver.